# Turtle Rock工作室
Turtle Rock工作室（英語：Turtle Rock Studios）是騰訊旗下的美國一個獨立製作電玩遊戲工作室，2002年由麥可·布斯創立。Turtle Rock工作室主要將目標專注於原創或是既有延伸的遊戲的開發，並且將遊戲透過商議提供給大型數位娛樂企業，於2021被騰訊收購。

## 公司历史
Turtle Rock工作室在2002年由Michael Booth、Phil Robb和Chris Ashton等人成立。
2008年，与工作室合作许久的Valve宣布收购Turtle Rock工作室，并接管了工作室的开发工作。同年的晚些时候，Valve宣布关闭解散工作室，其员工可凭自己的意愿是否前往西雅图继续工作。
2009年6月，Valve确认Turtle Rock工作室在完成《求生之路》之后，就已经不再是被作为Valve South来运营了。
2010年年初，原Turtle Rock工作室组员发行了一款iPhone生活类应用 Garage Buddy ，然后在2月时这些前成员重新注册了新的Turtle Rock工作室网址并宣布工作室复活；他们确认将继续开发电子游戏。同年9月，数码娱乐产业猎头Digital Development Management宣布将为新的Turtle Rock工作室寻找游戏发行商。
2011年5月，美国游戏厂商THQ宣布将为Turtle Rock工作室发行其新游戏。同年10月，工作室确认其正在开发中的新作将使用CryEngine 3来开发。
2013年，THQ破产，旗下资产被清售；拥有Rockstar Games和2K Games的Take-Two Interactive宣布竞得Turtle Rock工作室新作的发行权，并将交给2K Games发行。相关文件显示Turtle Rock工作室的新游戏名称是“Evolve”（譯：惡靈進化）。
2020年，在遊戲大獎中公布了全新遊戲《喋血复仇》的宣傳影片及試玩影片。由於此遊戲的遊玩方式與工作室的前作《求生之路》相似，而被視為是《求生之路》的精神續作。並開放在2020年12月17日至21日時展開PC版封測。
2021年12月17日，腾讯宣布收购Turtle Rock工作室，但将保持工作室的独立运营。

## 公司作品
Turtle Rock工作室最有名的作品為Valve公司的絕對武力系列以及惡靈勢力遊戲，包括：
- 反恐精英，Xbox版本一部份的開發。
- 絕對武力：一觸即發，包括官方的Bot電腦人，以及Tour of Duty的開發。
- 絕對武力：次世代，當中多種Source引擎的重製地圖。

2006年11月20日，Turtle Rock工作室宣布開發作品《求生之路》(Left 4 Dead)，這款遊戲與Valve一同合作，是一款多人團隊合作的電玩遊戲。Turtle Rock工作室宣稱這是款能將Source引擎發揮至巔峰的遊戲，並且將會進一部介紹工作室所開發的AI科技。遊戲分別於2008年11月18日和11月21日在美國和歐洲上市。
- 惡靈勢力，遊戲完整開發負責、Xbox 360版則由Certain Affinity額外協助移植開發，下一作的惡靈勢力2則交還Valve代完整開發負責。

於2015年2月10日經由Take-Two發行作為獨立工作室脫離後的新作品《惡靈進化》(Evolve)，除了PC發行至PlayStation 4及Xbox One。
- 惡靈進化，於2016年7月宣佈PC版改為開放免費遊玩。

近期該工作室在開發新遊戲：喋血復仇（英語：Back 4 Blood），作為最新作品的《喋血復仇》PC版在2020年12月17日展開Alpha封測。定於2021年6月22日發售，除了PC平台發行至XOne與PS4外，亦同時在新世代主機的Xbox Series X/S及PlayStation 5由華納兄弟互動娛樂發行。
- 喋血復仇，在2020年12月17日至21日進行PC版封測、在2021年6月22日於多平台同步發售。

## 外部連結
- Turtle Rock工作室官方網站（页面存档备份，存于）
- Interlopers.net訪問Turtle Rock工作室（页面存档备份，存于）